# چکاوک‌های درختی
چکاوک‌های درختی (نام علمی: Lullula) یک سرده از پرندگان آوازخوان از خانواده چکاوکان است. تنها یک گونه به‌جامانده وجود دارد، چکاوک درختی که در اروپا، کوه‌های شمال آفریقا، خاورمیانه و غرب آسیا یافت می‌شود. بقیه گونه‌ها تنها از روی فسیل‌ها شناخته شده‌اند.

## تاکسونومی و سیستماتیک
سردۀ Lullula توسط طبیعت‌شناس آلمانی یوهان یاکوب کاوپ در سال ۱۸۲۹ معرفی شد. سردۀ Lullula از لولو فرانسوی، نامی است که توسط دو بوفون داده شده است. هم نام فرانسوی Alouette lulu و هم نام سرده از صدای آهنگ آن گرفته شده است.
این سرده شامل یک گونه منفرد موجود به نام لارج چوبی (Lullula arborea) است.
- † Lullula balcanica - پلیوسن پسین وارشتس، بلغارستان[۲]
- † Lullula slivnicensis - پلیوسن پسین اسلیونیتسا، بلغارستان[۲]
- † Lullula minor - میوسن پسین در پولگاردی، مجارستان[۳]
- † Lullula parva - پلیوسن سزارنوتا، مجارستان[۳]
- † Lullula minuscula - پلیوسن برمند، مجارستان[۳]
- † Lullula neogradensis - میوسن Mátraszőlős، مجارستان[۴]